# إليسا بيريز فيرا
إليسا بيريز فيرا (بالإسبانية: Elisa Pérez Vera) هي كاتِبة وقانونية إسبانية، ولدت في 1 يونيو 1940 في غرناطة في إسبانيا.